# خط عرض 4° شمال
خط عرض 4° شمال هي إحدى دوائر العرض الجغرافية، وهي دوائر وهمية تحيط بالكرة الأرضية، وموازية لخط الاستواء، وتتميز هذه الدائرة بأن الأراضي الواقعة عليها تنتمي للمنطقة المدارية الحارة.

## حول العالم
يبدأ من خط الزوال الأولي ويتجه شرقا، خط عرض 4° شمال يمر عبر:
| الإحداثيات                         | البلد أو الإقليم أو البحر   | ملاحظات |
| ---------------------------------- | --------------------------- | --- |
| 4°0′N 0°0′E / 4.000°N 0.000°E      | المحيط الأطلسي              | خليج غينيا - مرورا بشمال بيوكو island, غينيا الاستوائية |
| 4°0′N 9°13′E / 4.000°N 9.217°E     | الكاميرون                   | |
| 4°0′N 15°3′E / 4.000°N 15.050°E    | جمهورية إفريقيا الوسطى      | |
| 4°0′N 18°39′E / 4.000°N 18.650°E   | جمهورية الكونغو الديمقراطية | |
| 4°0′N 30°12′E / 4.000°N 30.200°E   | جنوب السودان                | |
| 4°0′N 33°46′E / 4.000°N 33.767°E   | أوغندا                      | |
| 4°0′N 34°4′E / 4.000°N 34.067°E    | كينيا                       | مرورا عبر بحيرة توركانا |
| 4°0′N 37°35′E / 4.000°N 37.583°E   | إثيوبيا                     | |
| 4°0′N 40°7′E / 4.000°N 40.117°E    | كينيا                       | |
| 4°0′N 41°6′E / 4.000°N 41.100°E    | إثيوبيا                     | |
| 4°0′N 41°55′E / 4.000°N 41.917°E   | الصومال                     | |
| 4°0′N 47°32′E / 4.000°N 47.533°E   | المحيط الهندي               | |
| 4°0′N 72°41′E / 4.000°N 72.683°E   | جزر المالديف                | Ari Atoll |
| 4°0′N 72°56′E / 4.000°N 72.933°E   | المحيط الهندي               | |
| 4°0′N 73°21′E / 4.000°N 73.350°E   | جزر المالديف                | Malé Atoll |
| 4°0′N 73°30′E / 4.000°N 73.500°E   | المحيط الهندي               | |
| 4°0′N 96°17′E / 4.000°N 96.283°E   | إندونيسيا                   | جزيرة سومطرة |
| 4°0′N 98°32′E / 4.000°N 98.533°E   | مضيق ملقا                   | |
| 4°0′N 100°43′E / 4.000°N 100.717°E | ماليزيا                     | فيرق، فهغ، ترغكانو و Pahang again, on شبه الجزيرة الماليزية |
| 4°0′N 103°25′E / 4.000°N 103.417°E | بحر الصين الجنوبي           | |
| 4°0′N 107°59′E / 4.000°N 107.983°E | إندونيسيا                   | جزيرة ناتونا الكبرى |
| 4°0′N 108°21′E / 4.000°N 108.350°E | بحر الصين الجنوبي           | |
| 4°0′N 113°43′E / 4.000°N 113.717°E | ماليزيا                     | سراوق, جزيرة بورنيو |
| 4°0′N 115°39′E / 4.000°N 115.650°E | إندونيسيا                   | كليمنتان, جزر بورنيو وNunukan |
| 4°0′N 117°43′E / 4.000°N 117.717°E | بحر سيليبس                  | |
| 4°0′N 126°37′E / 4.000°N 126.617°E | إندونيسيا                   | جزر تالاود |
| 4°0′N 126°47′E / 4.000°N 126.783°E | المحيط الهادئ               | مرورا بجنوب ولاية سونسورول island, بالاو · مرورا بشمال نوكوورو atoll, ولايات ميكرونيسيا المتحدة · مرورا بشمال Tabuaeran atoll, كيريباتي · مرورا بشمال Malpelo island, كولومبيا |
| 4°0′N 77°25′W / 4.000°N 77.417°W   | كولومبيا                    | |
| 4°0′N 67°42′W / 4.000°N 67.700°W   | فنزويلا                     | |
| 4°0′N 64°39′W / 4.000°N 64.650°W   | البرازيل                    | رورايما |
| 4°0′N 64°4′W / 4.000°N 64.067°W    | فنزويلا                     | |
| 4°0′N 62°45′W / 4.000°N 62.750°W   | البرازيل                    | رورايما |
| 4°0′N 59°35′W / 4.000°N 59.583°W   | Disputed area               | Controlled by غيانا, تملكه فنزويلا |
| 4°0′N 58°26′W / 4.000°N 58.433°W   | غيانا                       | |
| 4°0′N 58°2′W / 4.000°N 58.033°W    | سورينام                     | |
| 4°0′N 54°18′W / 4.000°N 54.300°W   | فرنسا                       | غويانا الفرنسية |
| 4°0′N 51°45′W / 4.000°N 51.750°W   | البرازيل                    | أمابا |
| 4°0′N 51°10′W / 4.000°N 51.167°W   | المحيط الأطلسي              | مرورا بجنوب رأس النخيل, ليبيريا |